# Cindy Lee
Cindy Lee, 李思雅, född 9 december 1985, är en skådespelare och TV-personlighet från Hongkong. Hon är knuten till TVB och har bland annat spelat Cloris Au Hoi-Ching i TV-serien Tin yu dei. Tidigare var hon tennisspelare.